# Äbeni Flue
L'Äbeni Flue, aussi appelé Ebnefluh et Ebenefluh, est un sommet des Alpes bernoises. Situé à la frontière des cantons du Valais et de Berne, il culmine à 3 961 mètres d'altitude.

## Géographie

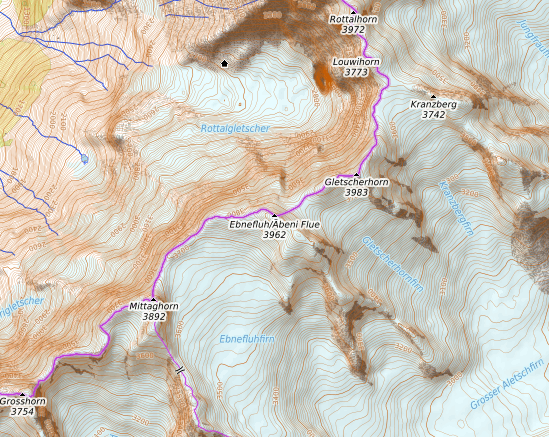
Carte topographique de l'Äbeni Flue.

L'Äbeni Flue a un large sommet qui, au nord, forme une paroi escarpée de 2 500 mètres de hauteur. Le versant sud est englacé et semble relativement plat sur le glacier d'Aletsch. Depuis l'est part une arête qui conduit au Gletscherhorn et se prolonge vers la Jungfrau. L'arête sud-ouest conduit au Mittaghorn, au Grosshorn et au Breithorn. Au sud, au-dessus du glacier d'Aletsch, se trouve l'Aletschhorn.

## Histoire
Le 12 avril 2007, un Panavia Tornado de l'armée allemande s'écrase dans la face nord de l'Äbeni Flue. Le pilote est tué alors que l'officier navigateur est grièvement blessé. L'enquête conclut à une erreur humaine.

## Première ascension
- 27 août 1868 : arête sud-est par Peter Bohren, Peter Schlegen et Thomas Lloyd Murray Browne.
- 18 août 1922 : arête nord-ouest par Hans Lauper et O. Hug.
- 16 juillet 1924 : arête nord par J. Farrar, F. Wills, P. Almer sr., P. Almer j. et P. Boss.
- 1er janvier 1937 : voie Aschenbrenner-Mariner par Peter Aschenbrenner & Wastl Mariner.

## Alpinisme
La voie normale passe par la face sud-ouest et l'arête sud-est. Les points de départ sont soit les cabanes Lötschenhütte Holandia soit Konkordiahütte.
La face nord est un mur de glace classique, qui mesure 900 mètres de haut et qui a une inclinaison de 50° à 55°. Le point de départ est la cabane Rottal.